# Glenea albofasciolata
Glenea albofasciolata là một loài bọ cánh cứng trong họ Cerambycidae.